# 有明町 (台北市)
有明町（ありあけちょう）は、日本統治時代の台湾における台北市の行政区画。一丁目から四丁目までで構成された。龍山寺町の北、入船町の南に位置する。現在の台北市西南部万華区の桂林路、西昌街、西園路一段、華西街の一部が有明町に含まれる。

## 町内の施設
- 萬華女紅場（四丁目）
- 芳明館（四丁目）
- 艋舺豊川閣（中国語版）（四丁目）